# Đế chế Napoleon
Đế chế Napoleon (tựa tiếng Anh: Napoleon) là một bộ phim điện ảnh Anh – Mỹ thuộc thể loại sử thi – tiểu sử – chiến tranh – chính kịch ra mắt vào năm 2023 do Ridley Scott làm đạo diễn và đồng sản xuất, với phần kịch bản do David Scarpa chắp bút. Được dựa trên cuộc đời và sự nghiệp cầm quân của vị tướng lừng danh Napoleon Bonaparte, cùng với đó là câu chuyện tình lãng mạn giữa ông và hoàng hậu Joséphine, tác phẩm có sự tham gia diễn xuất của hai ngôi sao chính Joaquin Phoenix trong vai Napoleon và Vanessa Kirby trong vai Joséphine.
Sau khi hoàn thành tác phẩm Trận đấu cuối cùng vào năm 2020, Ridley Scott cho biết Đế chế Napoleon là tác phẩm tiếp theo trong sự nghiệp của ông, với Phoenix được chọn vào vai chính. Với việc nhiều lần phải trì hoãn cũng như thay đổi dàn diễn viên do ảnh hưởng của đại dịch COVID-19, trong đó có việc Kirby thay Jodie Comer vào vai Joséphine, bộ phim được khởi quay tại các nước Anh, Malta và Maroc vào tháng 2 năm 2022 và đóng máy vào tháng 5 cùng năm sau 62 ngày ghi hình.
Đế chế Napoleon có buổi công chiếu lần đầu tại phòng hòa nhạc Salle Pleyel vào ngày 14 tháng 11 năm 2023, và được Columbia Pictures của Sony Pictures Releasing khởi chiếu tại Anh và Mỹ vào ngày 22 tháng 11 năm 2023, tại Việt Nam vào ngày 1 tháng 12 năm 2023 và trên dịch vụ trực tuyến Apple TV+ vào ngày 23 tháng 11 cùng năm. Sau khi ra mắt, tác phẩm nhận về những lời nhận xét trái chiều từ giới chuyên môn, với lời khen ngợi về các phân cảnh hành động, quy mô sử thi hoành tráng và diễn xuất của các diễn viên trong phim, song bị chỉ trích về những chi tiết làm sai lệch lịch sử. Dù không thành công về mặt doanh thu khi chỉ thu về 221 triệu USD từ kinh phí sản xuất 130 – 200 triệu USD, song tác phẩm nhận ba đề cử giải Oscar cho các hạng mục Thiết kế sản xuất xuất sắc nhất, Thiết kế phục trang xuất sắc nhất và Hiệu ứng hình ảnh xuất sắc nhất tại giải Oscar lần thứ 96.